# Die Ameise

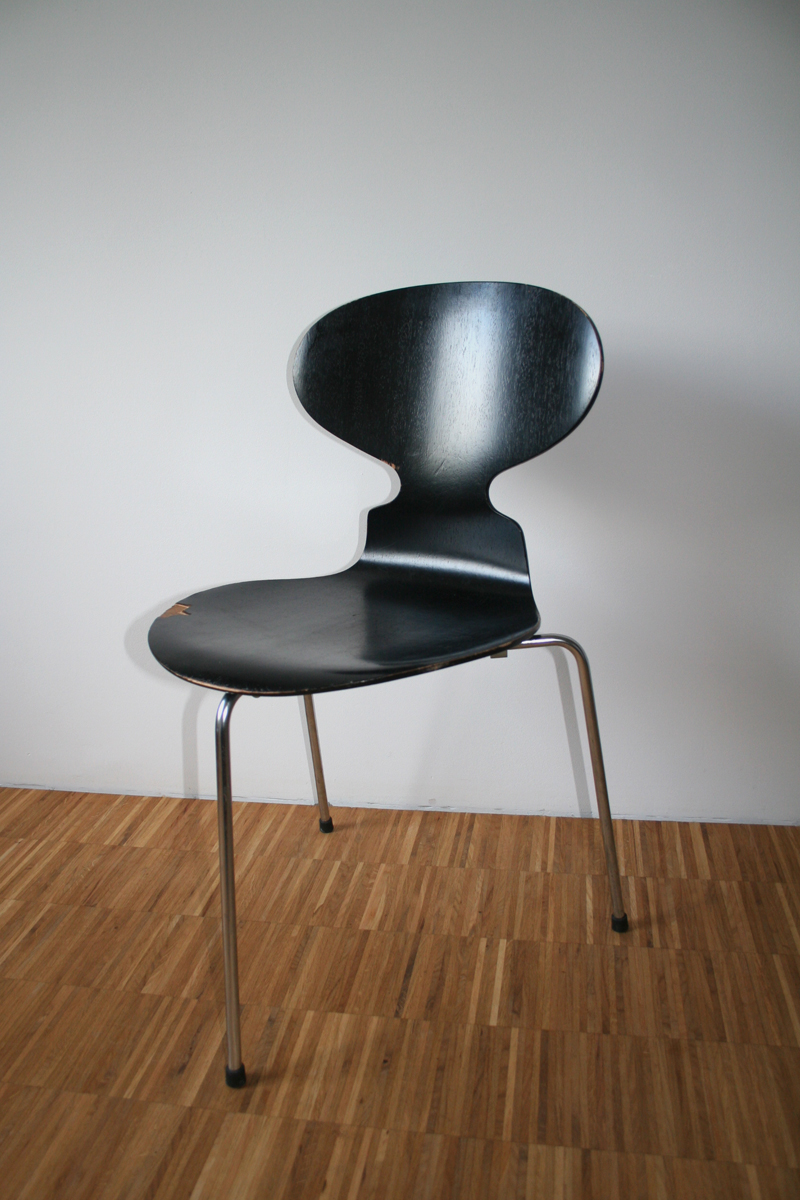
Die Ameise, Modell 3100

Die Ameise (dän. Myren; engl. The Ant) ist ein bekannter Holzstuhl des dänischen Architekten und Designers Arne Jacobsen. Der Stuhl wurde von Jacobsen 1951 für die Kantine des dänischen Pharmazieunternehmens Novo Nordisk entworfen. Ab 1952 wurde er durch den dänischen Möbelhersteller Fritz Hansen produziert.
Neben ihren charakteristischen drei Beinen zeichnet sich die Ameise durch die Verwendung von – für den Zeitpunkt ihrer Entwicklung – modernen Materialien und Produktionstechniken aus. Sitzfläche und Lehne bestehen aus einem einzigen Stück Furniersperrholz, das zu diesem Zweck gebogen werden muss. An ihrem unteren Abschnitt verengt sich die Lehne stark. Diese Taillenform war namensgebend für den Stuhl. In der ersten Version des Stuhles waren seine Beine aus Plastik gefertigt, wurden jedoch in späteren Versionen durch Stahlrohre ersetzt. Die verwendeten Materialien und seine Bauweise verleihen dem Stuhl ein vergleichsweise geringes Gewicht bei gleichzeitiger Stabilität. Die Ameise ist zudem stapelbar.
Die Ameise gilt als Vorgänger von Jacobsens Stühlen der Serie 7 von 1955, die jedoch über vier Beine verfügen. Der Stuhl ist weltweit Bestandteil verschiedener Sammlungen von Museen wie des Museum of Modern Art in New York und des Designmuseum Danmark in Kopenhagen.